# Dixie (Wirginia Zachodnia)
Dixie – jednostka osadnicza w Stanach Zjednoczonych, w stanie Wirginia Zachodnia, w hrabstwie Nicholas.